# テオドール・デュスターベルク

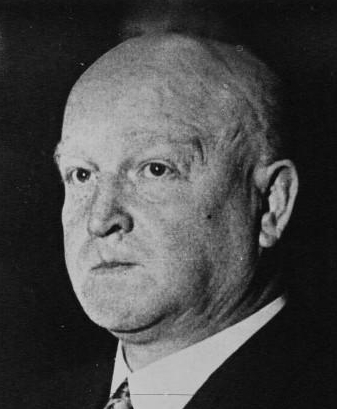
テオドール・デュスターベルク (1932年)

テオドール・デュスターベルク（Theodor Duesterberg、1875年10月19日‐1950年11月4日）は、ドイツの軍人。政治家。ヴァイマル共和政期の退役軍人の準軍事組織「鉄兜団」の指導者だった。

## 略歴
軍医の息子としてダルムシュタットに生まれる。1893年にプロイセン陸軍に入隊。1900年には東アジア遠征団に参加して義和団の乱で揺れる清国へ派兵された。
1914年に第一次世界大戦が開戦すると前線勤務の後、プロイセン陸軍省に勤務した。大戦中に中佐まで昇進する。戦後にはヴェルサイユ条約の抗議活動を行った。
1919年から国家人民党の党書記(Parteisekretär)を務めたが、やがてフランツ・ゼルテが創設した鉄兜団で活動するようになった。1924年からゼルテと共同で鉄兜団の団長に就任した。
1932年3月のドイツ大統領選挙の第1回選挙に鉄兜団と国家人民党の候補として出馬した。この大統領選挙には他にも現役大統領のパウル・フォン・ヒンデンブルクやナチス党のヒトラーらも出馬しており、デュスターベルクの祖父がユダヤ人であることがナチス党から批判された。結局デュスターベルクは6.8%の得票しか得られなかったため、第2回選挙に出馬せず選挙戦から撤退した。決選投票ではデュスターベルクはヒンデンブルク支持の運動に加わったが、アルフレート・フーゲンベルクと国家人民党はヒンデンブルクかヒトラーどちらかへの自主投票とした。
ヒトラー内閣樹立直前の1933年1月にフランツ・フォン・パーペンから鉄兜団の代表として予定されるヒトラー内閣への入閣を求められたが、拒否した。代わりにゼルテが入閣することになった。ナチス政権誕生後、鉄兜団がナチスに吸収されると鉄兜団団長職を辞した。
1934年6月の長いナイフの夜事件の際にナチス批判の咎で逮捕され、しばらくの間ダッハウ強制収容所で拘禁された。間もなく釈放されたが、以降は公的生活から去ることを余儀なくされた。第二次世界大戦中の1943年にナチスへの抵抗運動を行っているカール・ゲルデラーと接触しているが、抵抗運動とそれ以上の関係を持つことはなかった。
敗戦後の1949年には『Der Stahlhelm und Hitler(鉄兜団とヒトラー)』を著し、その中で「ヒトラーによって唱えられた狂気のユダヤ人憎悪」や「知識人階級の間にすら見られた無関心」を批判したが、鉄兜団の反ヴァイマル共和政活動への反省はなかった。1950年5月4日にニーダーザクセン州ハーメルンにおいて死去。